# U-Bahnhof Körnerstraße
Der U-Bahnhof Körnerstraße ist eine Station der Stadtbahn Köln. Der im Stadtteil Ehrenfeld gelegene U-Bahnhof wird von den Linien 3 und 4 der Kölner Verkehrsbetriebe bedient. Er wurde im Jahr 1989 eröffnet und verfügt über zwei Gleise. Der Ein- und Ausstieg wird über einen Mittelbahnsteig abgewickelt. Die Station ist ebenso stark verschmutzt und inzwischen renovierungsbedürftig.

## Lage
Die Station liegt im Stadtteil Ehrenfeld unter der Venloer Straße, die in nordwestlicher Richtung aus Köln herausführt. Dort liegt sie an der Kreuzung der Venloer Straße mit der Körnerstraße und der Geisselstraße. Ein weiterer Ausgang führt zum Neptunplatz und dem dort gelegenen Neptunbad von 1912. Der Bahnhof liegt in unmittelbarer Nähe der Kirchen St. Mariä Himmelfahrt und St. Joseph.

## Architektur
Die U-Bahn-Station hat eine Zwischenebene. Der Mittelbahnsteig ist als Hochflur-Bahnsteig angelegt, mit dem vorhandenen Aufzug zur Straße ist der Bahnhof damit barrierefrei. Die Wände der Gleisebene sind künstlerisch gestaltet. Allerdings wurde wie auch in der Piusstraße die künstlerische Gestaltung durch Graffiti und Demolation stark zerstört.

## Linien
| Linie | Linienverlauf | Takt   |
| ----- | --- | ------ |
| 3     | Thielenbruch – Dellbrück – Holweide – Buchheim – Buchforst – Koelnmesse – Bf. Deutz/Lanxess Arena – U Severinstraße – U Poststraße – U Neumarkt – U Appellhofplatz (Breite Straße) – U Friesenplatz – U Hans-Böckler-Platz/Bahnhof West – U Piusstraße – U Körnerstraße – U Venloer Straße/Gürtel (Bf. Ehrenfeld) – U Leyendeckerstraße – U Rochusplatz – U Akazienweg – Bocklemünd – Mengenich – Görlinger-Zentrum | 10 min |
| 4     | Leverkusen-Schlebusch – Köln-Dünnwald – Höhenhaus – Mülheim Wiener Platz – Koelnmesse – Bf. Deutz/Lanxess Arena – U Severinstraße – U Poststraße – U Neumarkt – U Appellhofplatz (Breite Straße) – U Friesenplatz – U Hans-Böckler-Platz/Bahnhof West – U Piusstraße – U Körnerstraße – U Venloer Straße/Gürtel (Bf. Ehrenfeld) – U Leyendeckerstraße – U Rochusplatz – U Akazienweg – Bocklemünd                   | 10 min |

Die Linie 3 verkehrt werktags alle 10 Minuten. Auf der etwa 22 km langen Strecke, die mit einer durchschnittlichen Geschwindigkeit von 26 km/h befahren wird, befinden sich 32 Haltestellen, davon sind 11 U-Bahnhöfe. Die Linie verkehrt teilweise nur ab/bis Holweide.
Die Linie 4 fährt ebenfalls werktags im Zehn-Minuten-Takt. Die Strecke der Linie 4 ist ähnlich lang (22 km), bei 29 Haltestellen (davon 12 U-Bahnhöfe) kann eine durchschnittliche Geschwindigkeit von 28 km/h gefahren werden. Abends fährt die Linie 4 nur bis Bickendorf Äußere Kanalstraße.